# Стенка на стенку (фильм)
«Стенка на стенку» (англ. Tuff Turf) — американский кинофильм 1985 года.

## Сюжет
В школе появляется новичок, который сразу начинает конфликтовать с местными «крутыми парнями». По мере развития сюжета конфликт постепенно нарастает, принимая всё более острые формы. В довершение ко всему у новенького ещё и возникает симпатия к подруге одного из хулиганов. Очевидно, что добром это не кончится…

## В ролях
- Джеймс Спейдер
- Ким Ричардс
- Мэтт Кларк[англ.]
- Клодетт Невинс
- Роберт Дауни мл.

## Съёмочная группа
- Режиссёр: Фриц Кирш
- Композитор: Джонатан Илайас
- Оператор: Вилли Курант